# 御殿場市立御殿場小学校
御殿場市立御殿場小学校（ごてんばしりつごてんばしょうがっこう）は、静岡県御殿場市萩原にある公立小学校。略称は御小（ごしょう）。創立130年を超える市内最大規模の小学校である。

## 概要
御殿場市中心部に位置し、2018年現在、児童数1031名、教職員数60余名と市内の小学校で最大である。御殿場町時代は町内唯一の小学校だったことから、町の公会堂が敷地内に設置されるなど、地域の中心でもあった。現在も御殿場地区（旧御殿場町）の公民館が敷地内にある。
グラウンドには二枚橋古墳と二枚橋神社が隣接しており、境目がなく続いていることから、古墳の森は児童の遊び場になっている。運動会の際には古墳斜面が父兄の観覧席になる。
卒業生の大半は東小卒業生とともに道路を挟んで隣接する御殿場中学校に進学する。

### 校訓
- 富士に立つ子

## 沿革
- 1886年（明治19年）10月7日 - 「南郷尋常小学校」開校
- 1889年（明治22年）12月28日 - 「御厨尋常小学校」に改称
- 1914年（大正3年）3月31日 - 「御厨尋常高等小学校」に改称
- 1914年（大正3年）8月1日 - 「御殿場尋常高等小学校」に改称
- 1941年（昭和16年）2月28日 - 「御殿場町国民学校」に改称
- 1947年（昭和22年）4月1日 - 「御殿場町立御殿場小学校」に改称
- 1955年（昭和30年）2月11日 - 「御殿場市立御殿場小学校」に改称
- 1959年（昭和34年）4月1日 - 「御殿場南小学校」開校により、校区が変更される
- 1991年（平成3年）3月30日 - 「東小学校」開校により、校区が変更される

## 行事
- 遠足（周辺の山など）
- 運動会
- 御小祭り
- スケート教室、スキー教室
- 修学旅行（日光）

## 音楽

### 校歌
1936年の創立50周年を記念して、作詞富原薫、作曲平岡均之で作られた。富原は本校の教員を勤めていたことがある。

### 御小音頭
1986年の創立100周年を記念して、『御小音頭』が作られた。

## 校区
かつては御殿場地区（旧御殿場町）が校区だったが、他の学校の開校により、東山、東田中(沓間を除く。)、鮎沢、湯沢、萩原、二枚橋、西田中(北原組　栢の木組を除く。)、北久原、仁杉となっている。
校区は細長く、西端の仁杉地区や、東端の東山地区までは3キロほどにもなる。一方、東小学校からは1キロほどしか離れていないため、西田中区や御殿場区では数百メートルに満たない距離であっても、東小学校校区に含まれる場合もある。
校区内はおおむね平地で、住宅地、商店、田畑などがある。